# Campeonato Angolano de Hóquei em Patins de 2012
O Campeonato Angolano de Hóquei em Patins é a maior competição de clubes Angolanos da modalidade Hóquei em Patins, e actualmente também a maior em África.
A competição é disputada no sistema de todos contra todos a uma volta; A segunda fase da competição vai ser disputada
em sistema de “play-off” entre as quatro melhores equipas; Meias-Finais à melhor de três jogos e final à melhor de cinco.

## Resultados 1ª fase
Federação Angolana de Hóquei Patins 
|                           | GDJV | ACL  | PAL  | KAB  | 1ºA  | COD | SLB |
| ------------------------- | ---- | ---- | ---- | ---- | ---- | --- | --- |
| GD Juventude Viana        |      |      |      |      |      |     |     |
| Académica Clube de Luanda | 3-3  |      |      |      |      |     |     |
| Petro Atlético Luanda     | 3-4  | 1-5  |      |      |      |     |     |
| Kabuscorp                 | 1-6  | 5-2  | 2-5  |      |      |     |     |
| 1º Agosto                 | 2-10 | 2-9  | 2-3  | 2-2  |      |     |     |
| CODEFA                    | 1-7  | 0-7  | 0-10 | 2-10 | 2-5  |     |     |
| Sport Luanda e Benfica    | 0-8  | 1-13 | 0-10 | 1-8  | 4-10 | 4-6 |     |

### Classificação 1ª Fase
| Pos | Equipa                    | Pts | J | V | E | D | GM | GS | DG  |
| --- | ------------------------- | --- | - | - | - | - | -- | -- | --- |
| 1º  | GD Juventude Viana        | 16  | 6 | 5 | 1 | 0 | 38 | 10 | 28  |
| 2º  | Académica Clube de Luanda | 13  | 6 | 4 | 1 | 1 | 39 | 12 | 27  |
| 3º  | Petro Atlético Luanda     | 12  | 6 | 4 | 0 | 2 | 33 | 13 | 20  |
| 4º  | Kabuscorp                 | 10  | 6 | 3 | 1 | 2 | 28 | 18 | 10  |
| 5º  | 1º Agosto                 | 7   | 6 | 2 | 1 | 3 | 23 | 30 | -7  |
| 6º  | CODEFA                    | 3   | 6 | 1 | 0 | 5 | 11 | 43 | -32 |
| 7º  | Sport Luanda e Benfica    | 0   | 6 | 0 | 0 | 6 | 10 | 56 | -46 |

### Grupo 5º/8º
|    | Equipe                 | Pts | J | V | E | D | GM | GS | DG |
| -- | ---------------------- | --- | - | - | - | - | -- | -- | -- |
| 1º | 1º Agosto              | 9   | 3 | 3 | 0 | 0 | 21 | 6  | 15 |
| 2º | Sport Luanda e Benfica | 4   | 3 | 1 | 1 | 1 | 6  | 10 | -4 |
| 3º | Hóquei Clube do Lobito | 2   | 3 | 0 | 2 | 1 | 3  | 11 | -8 |
| 4º | CODEFA                 | 1   | 3 | 0 | 1 | 2 | 6  | 9  | -3 |

|                        | 1ºA | SLB | HCL | COD |
| ---------------------- | --- | --- | --- | --- |
| 1º Agosto              |     |     |     |     |
| Sport Luanda e Benfica | 2-7 |     |     |     |
| Hóquei Clube do Lobito | 1-9 | 1-1 |     |     |
| CODEFA                 | 3-5 | 2-3 | 1-1 |     |

### Meias Finais - Play Off
| 28 setembro 2012 | GD Juventude Viana | 1 - 4 | Kabuscorp | Pav. Dream Space |
| 20:00            |                    |       |           |                  |

| 28 setembro 2012 | Académica Clube de Luanda | 4 - 3 | Petro Atlético Luanda | Pav. Dream Space |
| 21:30            |                           |       |                       |                  |

| 29 setembro 2012 | Petro Atlético Luanda | 0 - 3 | Académica Clube de Luanda | Pav. Dream Space |
| 19:00            |                       |       |                           |                  |

| 29 setembro 2012 | Kabuscorp | 1 - 7 | GD Juventude Viana | Pav. Dream Space |
| 20:30            |           |       |                    |                  |

| 30 setembro 2012 | GD Juventude Viana | 3 - 2 | Kabuscorp | Pav. Dream Space |
| 19:00            |                    |       |           |                  |

### 3º - 4º Lugar
| 2 outubro 2012 | Kabuscorp | 3 - 5 | Petro Atlético | Pav. Sumbe |
| 17:00          |           |       |                |            |

| 3 outubro 2012 | Petro Atlético | 3 - 1 | Kabuscorp | Pav. Sumbe |
| 17:00          |                |       |           |            |

### FINAL
| 2 outubro 2012 | Académica Clube de Luanda | 5 - 2 | GD Juventude Viana | Pav. Sumbe |
| 18:30          |                           |       |                    |            |

| 3 outubro 2012 | GD Juventude Viana | 1 - 4 | Académica Clube de Luanda | Pav. Sumbe |
| 17:30          |                    |       |                           |            |

| 5 outubro 2012 | Académica Clube de Luanda | 2 - 0 | GD Juventude Viana | Pav. Sumbe |
| 18:30          |                           |       |                    |            |

### Sítios Angolanos
- Petro de Luanda
- Primeiro de Agosto
- ANGOP, Angência Angola Press com atualidade do Hóquei Patins neste País

### Internacional
- Ligações ao Hóquei em todo o Mundo
- Mundook-Actualidade Mundial do Hóquei Patinado (em Português)
- Cumhoquei-Actualidade Mundial do Hóquei Patinado (em Português)

1. ↑  http://www.fap-patinagem.com/content/blogsection/0/44/10/100/